# Безнате
Безна́те (итал. Besnate) — коммуна в Италии, располагается в провинции Варесе области Ломбардия.
Население составляет 5021 человек (на 2004 г.), плотность населения составляет 689 чел./км². Занимает площадь 7 км². Почтовый индекс — 21010. Телефонный код — 0331.
Покровителем коммуны почитается святитель Мартин Турский. Праздник ежегодно празднуется 11 ноября.